# Li Yitong (atriz)
Li Yitong (chinês: 李一桐, pinyin: Lǐyītóng), é uma atriz e cantora chinesa nascida em 6 de setembro de 1990, em Jinan. 

## Infância e educação
Li Yitong começou a dançar quando tinha quase dez anos, tendo aulas de nível amador. Sob a recomendação de um professor, mais tarde, aos 12 anos, ela se inscreveu e foi admitida na Escola de Arte de Shenzhen. Li recebeu seu diploma de bacharel pela Academia de Dança de Pequim, a principal instituição de dança da China, onde especializou-se em dança folclórica. Antes de se tornar atriz, Li queria abrir um negócio de casa de chá em que pudesse mesclar elementos de performance de dança. Mas depois de ter ajudado seus amigos na escola de cinema em um projeto, ela ficou fascinada e decidiu seguir a carreira de atriz.